# Kreis Warendorf
Kreis Warendorf ligger i regeringsdistriktet Münster i den tyske delstat Nordrhein-Westfalen. Nabodistrikten er Kreis Steinfurt, Landkreis Osnabrück, Landkreis Gütersloh, Kreis Soest, kreisfri by Hamm, Kreis Coesfeld og kreisfri by Münster.

## Byer og kommuner
Kreisen havde 277783 indbyggere pr.  2018-12-31
Bykommuner (Städte): 
1. Ahlen  (52582)
2. Beckum  (36646)
3. Drensteinfurt  (15542)
4. Ennigerloh  (19829)
5. Oelde  (29326)
6. Sassenberg  (14260)
7. Sendenhorst  (13157)
8. Telgte  (19925)
9. Warendorf  (37226)

Landkommuner (Gemeinden): 
1. Beelen  (6245)
2. Everswinkel  (9666)
3. Ostbevern  (10982)
4. Wadersloh  (12397)